# James Pollard Espy
James Pollard Espy (también conocido como el Rey Tormenta) (9 de mayo de 1785 - 24 de enero de 1860) fue un meteorólogo estadounidense. Espy desarrolló una teoría de la convección de las tormentas, explicándola en 1836 ante la Sociedad Filosófica Estadounidense y en 1840 ante la Academia de Ciencias francesa y la Sociedad Real británica. Su teoría se publicó en 1840 como La Filosofía de las Tormentas. Se convirtió en meteorólogo de los departamentos de Guerra (1842) y Marina (1848) y desarrolló el uso del telégrafo para recopilar datos de observación meteorológica mediante los cuales estudió el progreso de las tormentas y sentó las bases para el pronóstico científico del tiempo.

## Biografía

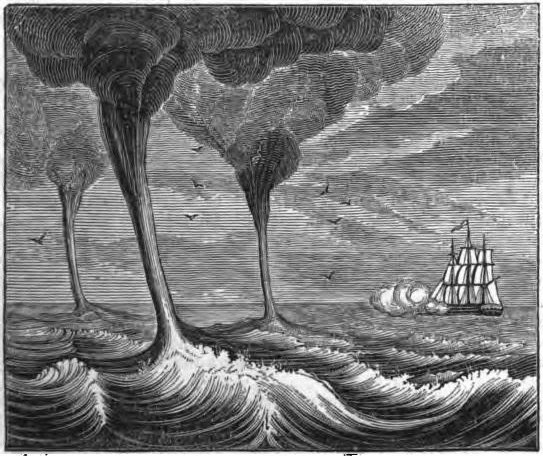
Ilustración del libro The Philosophy of Storms. Para un relato de la manera en que una tromba, mientras se forma, tiende a generar otras en su vecindad. — James Pollard Espy, 1841.

Espy tenía un gran deseo de conocimiento y comenzó a enseñar como medio para obtener una educación clásica en la Universidad de Transilvania, en Lexington, Kentucky. Tras dejar la universidad en 1808, dirigió una academia en Cumberland, Maryland. Estudió derecho y ejerció la profesión durante cuatro años en Xenia, Ohio. En 1812 se casó con Margaret Pollard y adoptó su apellido como segundo nombre. En 1817 se trasladó a Filadelfia como profesor de clásicos, donde vivió 20 años. Sin embargo, hacia 1828, se interesó por la ciencia natural, iniciando estudios sobre las tormentas que lo convirtieron en el meteorólogo estadounidense más destacado de su época. En 1833 publicó su teoría sobre la convección y el calor latente en las tormentas.
En 1834 se convirtió en meteorólogo del Instituto Franklin y de la Sociedad Filosófica Americana, donde lideró un comité que estableció una red de observadores climáticos. Logró que la legislatura de Pensilvania asignara 4000 dólares para equipar a los observadores con barómetros, termómetros y pluviómetros, integrando la meteorología en los registros del Congreso. Por este trabajo, fue elegido miembro de la APS en 1835. En 1841, se publicó en Boston su obra The Philosophy of Storms. En este libro, Espy propuso quemar los bosques de los Apalaches para provocar lluvias, lo que puede considerarse una de las primeras ideas sobre la ingeniería climática.
Concluyó su trabajo en Washington, D. C., en 1859 y dedicó un tiempo a visitar a sus familiares y amigos en Ohio y Pensilvania. Durante una visita a Cincinnati, Ohio, Espy sufrió una parálisis el 17 de enero de 1860 y falleció el 24 de enero en la residencia de su sobrino, John Westcott. Fue enterrado en el cementerio de Harrisburg, Pensilvania, junto a su esposa, quien había fallecido diez años antes.